# Chevrolet Camaro
Chevrolet Camaro är en bilmodell som började tillverkas 1966 som GM:s svar på Fords försäljningssuccé Mustang. Bilen tillverkades i fyra generationer fram till 2002 och försvann därefter för att återupplivas i en femte generaton 2009. Tillverkningen upphörde 2023.

## Generation 1
Den första generationen tillverkades mellan 1967 och 1969 och fanns både som hardtop och cabriolet. Modellen designades av ett team lett av Henry Haga. Bilen gick att beställa med ett flertal utrustningspaket, varav det kanske mest kända var Camaro Z/28. Ett annat högprestandautförande var Camaro SS (Super Sport). RS-paketet (Rally Sport) var mer av ett "stylingkit" och gick att kombinera med såväl Z/28 som SS. På motorsidan fanns både raka sexor och V8-motorer att välja mellan. De två första årsmodellerna hade en motor på 396 kubiktum som största alternativ, men 1969 kunde man få en motor på 427 kubiktum. På denna årsmodell kunde man även få skivbromsar runt om som tillval.
När Camaro presenterades, sade en GM-policy att bilen inte fick ha motorer med större slagvolym än 400 kubiktum (6,6 l). Detta medförde att Camaro effektmässigt inte kunde matcha konkurrenterna Ford Mustang och Plymouth Barracuda, eftersom varken Ford eller Chrysler hade någon sådan begränsning. Racingföraren Don Yenko anade dock en marknad för en mycket potent Camaro, och fann ett sätt att kringgå GM:s slagvolymspolicy. Detta medförde att Yenko kunde börja sälja Yenko Camaro utrustade med en mycket kraftfull motor på 427 kubiktum (7,0 l).

### 1967
Chevrolet Camaro lanseras i hardtop- och cabrioletutförande. Basmotorn var detta år en rak sexa på 230 kubiktum.

### 1968
Denna årsmodell är snarlik den föregående, men på -68:orna saknas ventilationsrutor i framdörrarna. Bilen har sidomarkeringslyktor fram och bak på grund av amerikanskt lagkrav som infördes inför denna årsmodell.

### 1969
Karossen är utseendemässigt omarbetad med bland annat fyrkantigare skärmkanter. Nackstöd i framsätet blev standardutrustning denna årsmodell.

## Generation 2

### 1970
En ny generation lanserades. Konstruktionsarbetet hade dragit ut på tiden, och modellen började inte tillverkas förrän i februari 1970 (nya årsmodeller börjar i regel tillverkas på hösten föregående kalenderår). Den hade fått en mer strömlinjeformad design och fanns enbart som kupé. Mekaniskt var bilen snarlik de tidigare årsmodellerna. Den minsta motorn var fortfarande en rak sexa, nu på 250 kubiktum. RS-, SS- och Z28-tillvalen fanns kvar. Skivbromsar fram var nu standard. Under 1970-talet sjönk motoreffekterna betydligt som ett resultat av nya utsläppsregler.

### 1971
Effekten sänktes på vissa motortyper, på grund av ett beslut från GM att alla motorer skulle kunna köras på blyfri bensin.

### 1972
Denna årsmodell var den sista som gick att få med 396-motorn. Därefter var den största motorn på 350 kubiktum.

### 1974
Camaro fick större stötfångare på grund av nya säkerhetskrav.

### 1975
Bilarna började förses med katalytisk avgasrening. Detta år introducerades också den större bakrutan som gick runt bakstolparna. Årsmodellerna 1975 och 1976 gick inte att beställa i Z28-utförande.

### 1980
Från och med denna årsmodell var basmotorn en V6 på 229 kubiktum.

### 1981
Ett elektroniskt motorstyrsystem vid namn Computer Command Control (CCC) introducerades. Denna årsmodell blev den sista för generation 2.

## Generation 3
1981 presenterades den tredje generationens Camaro (som 1982 års modell), med nyheter som bränsleinsprutning, fyrväxlad automatlåda och femväxlad manuell låda. En fyrcylindrig motor lanserades som ett bränsleekonomiskt alternativ till de traditionella V8-motorerna. Detta ekonomialternativ utgick dock ur sortimentet 1985. 1982 var den starkaste motorn en V8 på 305 kubiktum.
1985 introducerades modellvarianten IROC-Z, som fick sitt namn från en populär racingserie i USA (International Race Of Champions). Den hade uppgraderad fjädring, som medförde en avsevärt förbättrad väghållning, och en vidareutvecklad variant av bränsleinsprutningen, som kallades TPI (Tuned Port Injection). IROC-Z tillverkades t o m årsmodell 1990.
1987 började återigen en cabrioletversion av Camaro att tillverkas.

1992 blev sista årsmodellen för generation 3.

## Generation 4
I och med introduktionen av den fjärde generationens Camaro 1993 flyttades tillverkningen från Kalifornien i USA till Québec i Kanada. I konstruktionsarbetet hade man ansträngt sig för att förbättra krocksäkerheten jämfört med den tidigare generationen. 1996 återkom SS-utförandet i efter mer än 20 års frånvaro, och paketet innehöll bland annat en motoreffekt höjd till 305 hk, ett luftintag i huven och 17" aluminiumhjul samt uppstyvad fjädring.  1998 försågs modellen med omdesignade strålkastare. 2002 firade Camaro 35-årsjubileum och ett specialutförande marknadsfördes med anledning av detta. Tyvärr motsvarade inte försäljningssiffrorna företagsledningens förväntningar och tillverkningen upphörde den 29 augusti 2002. Det var även i samband med 35-årsdagen som de två lätt igenkännbara racingränderna som går längs med bilen fanns tillgängliga som extra tillval, då under namnet 35th Anniversary Stripes.

## Generation 5
Måndagen den 9 januari 2006 visades en konceptbil för den femte generationen av Chevrolet Camaro upp på bilmässan i Detroit. Försäljningen startade våren 2009 för modellår 2010.
Bilen finns med tre olika motoralternativ; dels en V6 på 3.6 liter och dels en V8 på 6.2 liter. V8:an finns dessutom i två utföranden, en kallad L99 på 400 hästkrafter (levereras med automatlåda) och en kallad LS3 på 426 hästkrafter som då har en sexväxlad manuell låda.
1 april 2010 tog Camaro hem titeln som "World Car Design of the Year" som "World Car of the Year" nominerar årligen sedan 2005.
2012 kom ZL1-modellen med kompressormatad LSA motor (Samma som i Cadillac CTS-V). Den har fått mycket uppståndelse bland annat för sina låga 7:41 min på Nürburgring, endast 2 sekunder långsammare än Ferraris 430 Scuderia. Den gör även 11 sekunder på 402 meter vilket få bilar kan mäta sig med. Namnet ZL1 kommer från motorn som byggdes i 69 st Camaro 1969 samt 2 st Corvette 1969. En helaluminium 427 egentligen avsedd för racingserien men byggdes även i ovan nämnda produktionsbilar på grund av att racingserien krävde att bilar och motorer som deltog skulle finnas i produktion om minst 50 st exemplar.
Camaro ZL1:s tid på en av världens svåraste och mest prestigefyllda bana är 7min 41.27sec http://www.fastestlaps.com/tracks/nordschleife.html, det är snabbare än många andra betydlig dyrare bilar, till exempel Lamborghini Gallardo, Mercedes C 63 AMG Coupe Black Series, Mercedes SL65 AMG Black Series m.m.

## Generation 6
Inför årsmodell 2016 lanserades en sjätte generation. 2023 slutade Chevrolet Camaro att tillverkas, och årsmodell 2024 blev den sista.

## Chevrolet Camaro inom motorsport

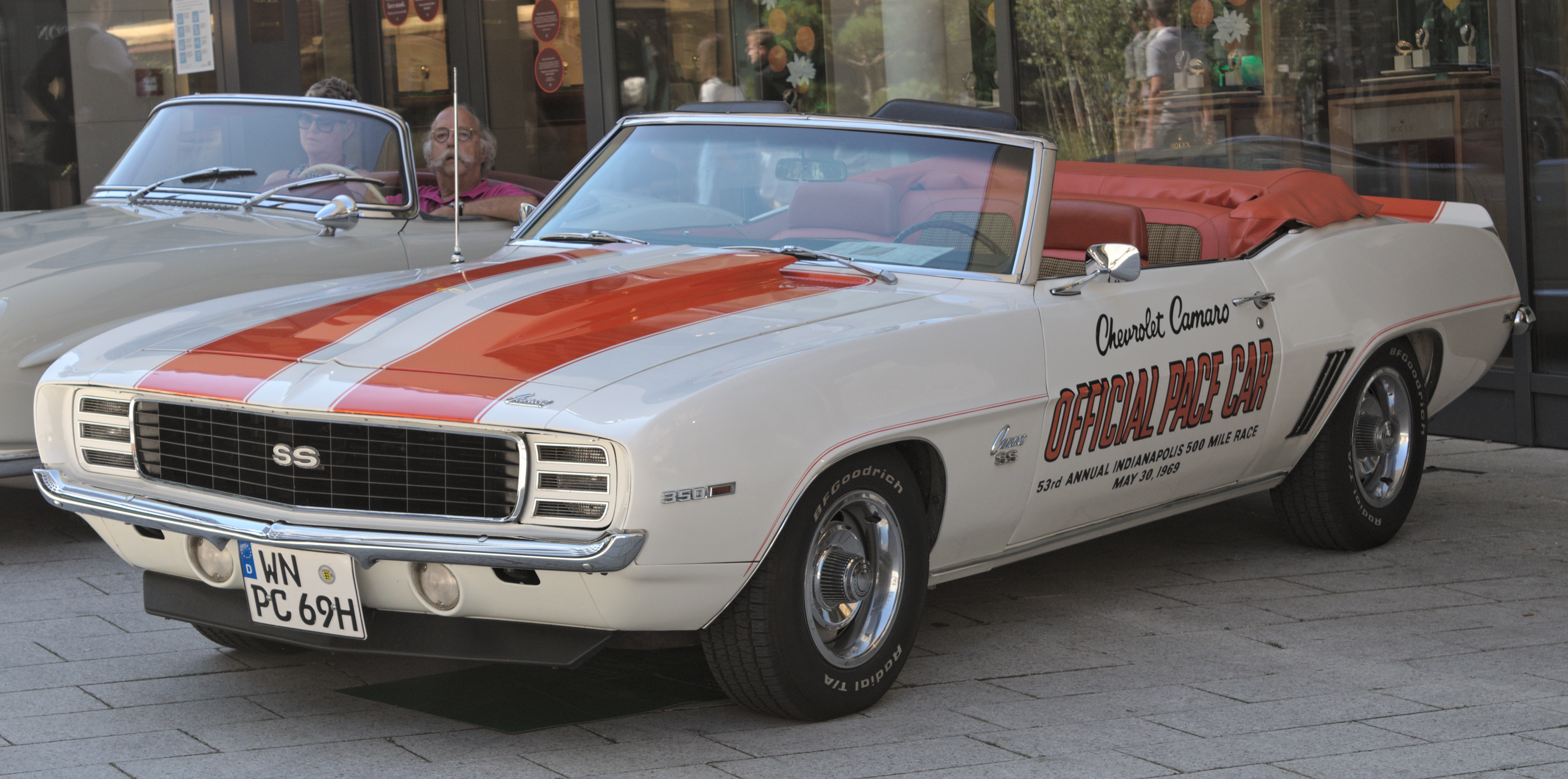
1969 Chevrolet Camaro Indianapolis 500 Pace Car.

En standard-Camaro var aldrig lika snabb som den betydligt dyrare Corvette, men kunde relativt enkelt och billigt trimmas till imponerande prestanda. Modellen är därför mycket populär inom både dragracing och banracing. Fram till 2002 delade Camaro både kaross och många tekniska lösningar med systermodellen Pontiac Firebird.
Camaro har varit Pace Car vid Indianapolis 500 sju gånger: 1967, 1969, 1982, 1993, 2009, 2011 och 2014.
- Wikimedia Commons har media som rör Chevrolet Camaro.